# 氷上砦

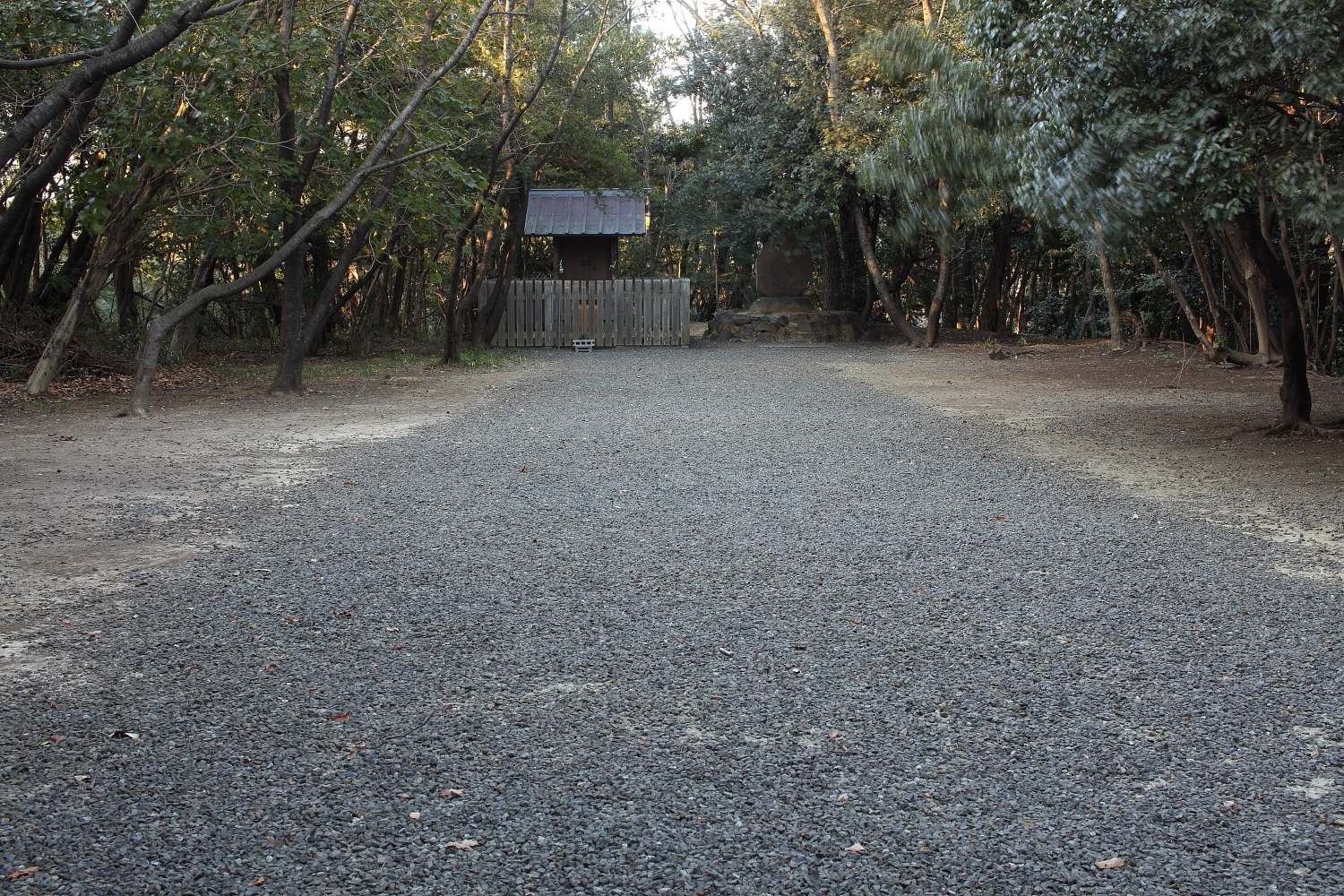
火上山（ひかみやま）。熱田神宮境外末社である元宮がある。
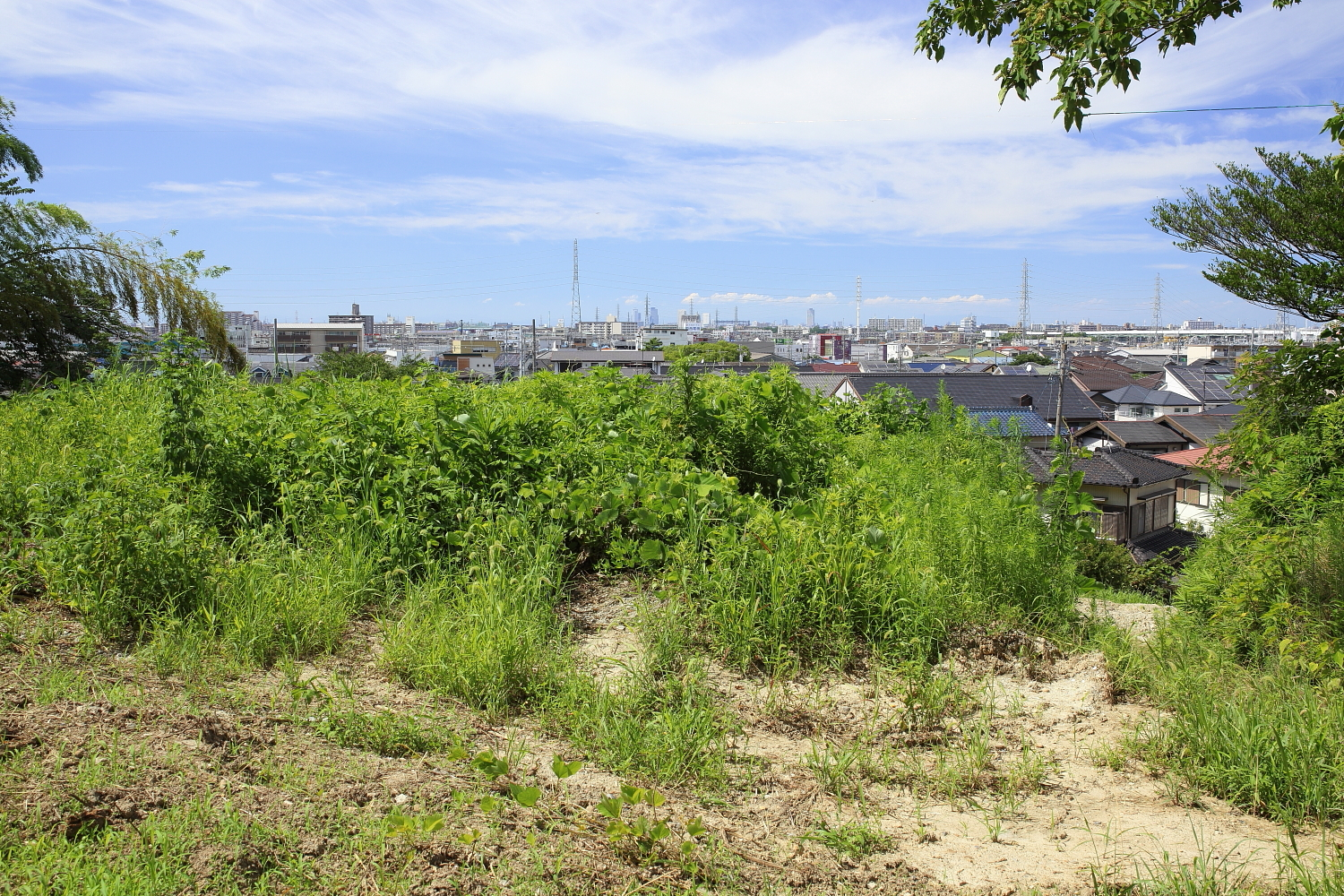
取手山（とりでやま）からの眺望。

氷上砦（ひかみとりで）は、愛知県名古屋市緑区大高町にあったとされる砦。織田信長によって築かれたとみなされるが、実在を裏づける史料や遺構はきわめて少ない。

## 概要
『尾州知多郡大高古城図』や『張州雑志』は、大高城（北緯35度3分51.9秒 東経136度56分11.1秒 / 北緯35.064417度 東経136.936417度）から西南へ9 - 10町の付近に砦があったことを記している。榊原邦彦は永禄年間（1558年 - 1570年）初頭に織田信長が築いた砦ではないかとしており、これを氷上砦（ひかみとりで）あるいは氷上山砦（ひかみやまとりで）という。
今川方が詰める大高城を牽制するために周辺に築かれた砦としては丸根砦や鷲津砦（共に国の史跡）が知られるが、氷上砦は『信長公記』やほかの著名な戦史には登場せず、上記のような限られた史料のみで確認しうるだけである。しかし榊原は、大高城を包囲するには北側（丸根砦・鷲津砦）だけでなく南側にも砦が必要であったはずとし、氷上砦や正光寺砦の存在意義を説いている。その上で榊原は、『尾州知多郡大高古城図』や『張州雑志』にある大高城からの距離の記述から想定するに、氷上砦の所在地は、氷上姉子神社（北緯35度3分41.33秒 東経136度55分48.96秒 / 北緯35.0614806度 東経136.9302667度）の西にある境内地「火上山」中腹あるいは火上山西方の字取手山（北緯35度3分37.7秒 東経136度55分32秒 / 北緯35.060472度 東経136.92556度）付近ではないかとしている。現在、痕跡はほとんど確認しえないが、かつて土塁のような遺構がみられたともいう。